# مونیکا سوییتهارت
مونیکا سوییتهارت (انگلیسی: Monica Sweetheart؛ زاده ۲۳ آوریل ۱۹۸۱) بازیگر پورنوگرافی اهل جمهوری چک است. 